# Dmitrij Czernow

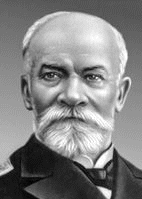

Dimitrij Konstantinowicz Czernow (ur. 1 listopada 1839 w Petersburgu, zm. 2 stycznia 1921 w Jałcie) – rosyjski metaloznawca i metalurg.
Od 1889 profesor Akademii Artylerii w Sankt Petersburgu, członek Towarzystwa Królewskiego w Londynie. W roku 1868 opracował zagadnienie przemian fazowych stali, stwierdzając przy tym istnienie odpowiednich punktów krytycznych i wpływu obróbki cieplnej na jej strukturę, w roku 1878 opracował teorię krystalizacji we wlewkach staliwnych, w roku 1885 zbadał i wyznaczył optymalne warunki hartowania stali eutektoidalnych. W latach 1880–1883 odkrył i zbadał złoża soli kamiennej nad rzeką Bachmut w Donbasie.